# بيتر ترينت
بيتر ترينت هو شخصية أعمال ضخمة ومدرس وسياسي بريطاني وكندي، ولد في 11 سبتمبر 1946. انتخب عمدة (1991 – 2001).